# Pompiers à Lyon
Pompiers à Lyon je francouzský němý film. Natočen byl v roce 1896, uveden byl v roce 1897. Režisérem je Louis Lumière (1864–1948).

## Děj
Kamera byla postavena na chodník v Lyonu poblíž mostu.
Na záběrech jsou vidět tři požární vozy poháněné koňmi, které jsou vybavené dlouhými žebříky. Za nimi jede ještě jeden vůz, ze ktého se kouří z požárního čerpadla. Po přejezdu hasičů je vidět, že se chodci dají do pohybu.